# Hudba pramenů
Hudba pramenů (cz. Muzyka źródeł) – zbiór esejów czeskiego poety Otokara Březiny, opublikowany w 1903. Zawiera jedenaście tekstów: Tajemné v umění, Nejvyšší spravedlnost, Rozhodující okamžiky, Úsměvy času, Perspektivy, Krása světa, Zástupové, Zasvěcení života, Nebezpečí sklizně, Cíle, Věčná touha.